# Van der Graaf Generator

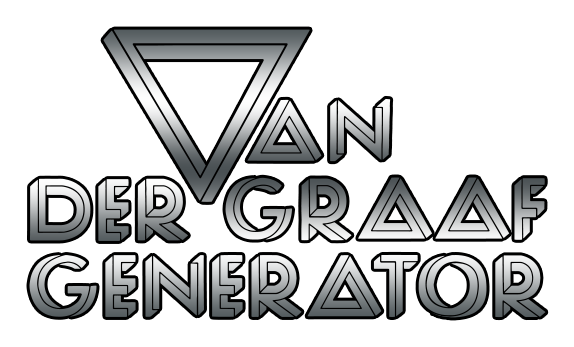
Bandets logotyp

Van der Graaf Generator, ibland förkortat VdGG, är en engelsk progressiv rock-grupp. De bildades 1967 av Peter Hammill och Chris Judge Smith och hade till att börja med flera olika sättningar. Bandnamnet tog man från Van de Graaff-generator, som är en konstruktion för att skapa statisk elektricitet. 1970 uppkom dock den klassiska sättningen med Peter Hammill, David Jackson, Hugh Banton och Guy Evans. Gruppen kännetecknades främst av Hammills uttrycksfulla sång och svårmodiga texter, Jacksons vildsinta spel på två saxofoner samtidigt och Bantons monstruösa orgelsound. 
Gruppen turnerade bland annat ihop med Genesis, som låg på samma skivbolag. På ett par av deras album gästspelade gitarristen Robert Fripp från King Crimson. Våren 1972 låg deras album Pawn Hearts etta på försäljningslistan i Italien i 12 veckor och de gjorde en Italien-turné med upp till tre spelningar per dag. Den stora populariteten var dock alltför ansträngande varför gruppen upplöstes. 
Gruppens medlemmar fortsatte dock att spela ihop på Peter Hammills soloplattor och 1975 återbildades gruppen med sin klassiska sättning. Jackson lämnade dock gruppen några år senare och gruppen fick några nya medlemmar, samt förkortade sitt namn till Van der Graaf. 1978 upplöstes gruppen. 2005 återförenades gruppen återigen i sin klassiska sättning och spelade in ett studioalbum, men Jackson lämnade snart gruppen. 
2008 spelades ett nytt studioalbum in, Trisector, med den klassiska sättningen (Hammill, Banton, Evans), dock utan medverkan av Jackson. Denna sättning gjorde flera liveframträdanden under 2009. 
2011 spelades ett nytt studioalbum in, A Grounding in Numbers, följt av ytterligare ett nytt studioalbum 2012, ALT, som är helt akustisk.

## Medlemmar
Nuvarande medlemmar
- Peter Hammill – sång, gitarr, piano, keyboard (1967–1972, 1975–1978, 2005–)
- Hugh Banton – orgel, keyboard, baspedaler, basgitarr, sång (1968–1972, 1975–1976, 2005–)
- Guy Evans – trummor, slagverk (1968–1972, 1975–1978, 2005–)

Tidigare medlemmar
- Chris Judge Smith – sång, trummor, träblåsinstrument (1967–1968)
- Nick Pearne – orgel (1967–1968)
- Keith Ian Ellis – basgitarr (1968; död 1978)
- Nic Potter – basgitarr, gitarr (1970, 1977–1978; död 2013)
- David Jackson – saxofon, flöjt, sång (1970–1972, 1975–1977, 1978, 2005)
- Graham Smith – violin (1977–1978)
- Charles Dickie – cello, keyboard (1978)

Gästartister
- Robert Fripp – gitarr (1970–1971)

## Diskografi

### Studioalbum
- The Aerosol Grey Machine (1969)
- The Least We Can Do Is Wave To Each Other (1970)
- H to He, Who am the Only One (1970)
- Pawn Hearts (1971)
- Godbluff (1975)
- Still Life (1976)
- World Record (1976)
- The Quiet Zone/The Pleasure Dome (1977) (som Van der Graaf)
- Present (2005)
- Trisector (2008)
- A Grounding In Numbers (2011)
- ALT (2012)
- Do Not Disturb (2016)

### Livealbum
- Vital (1978) (som Van der Graaf)
- Maida Vale (1994)
- Real Time (2007)
- Live at the Paradiso (2009)
- Live at Metropolis Studios 2010 (2012)
- Merlin Atmos (2015)

### Samlingsalbum
- 68-71 (1972)
- Repeat Performance (1980)
- Time Vaults (replokalsinspelningar 1972-75) (1982)
- First Generation (1986)
- Second Generation (1986)
- Now and Then (med Jackson, Banton och Evans) (1988)
- I Prophesy Disaster (1993)
- The Box (2000)
- An Introduction (2000)
- Transmissions (CD+bok) (2007)